# Cleora herbuloti
Cleora herbuloti là một loài bướm đêm trong họ Geometridae.